# قرنبيط

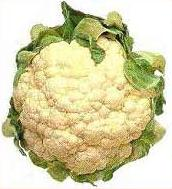
القنبيط (الزهرة)

القَرنَبِيط أو القُنَّبِيط أو الزهرة  (بالإنجليزية: Cauliflower)‏ وهي نبتة غنية بالمواد الكبريتية، تُعرف أيضًا باسم الزهرة أو الشفلور واسمها العلمي (الاسم العلمي: Brassica oleracea var. botrytis).

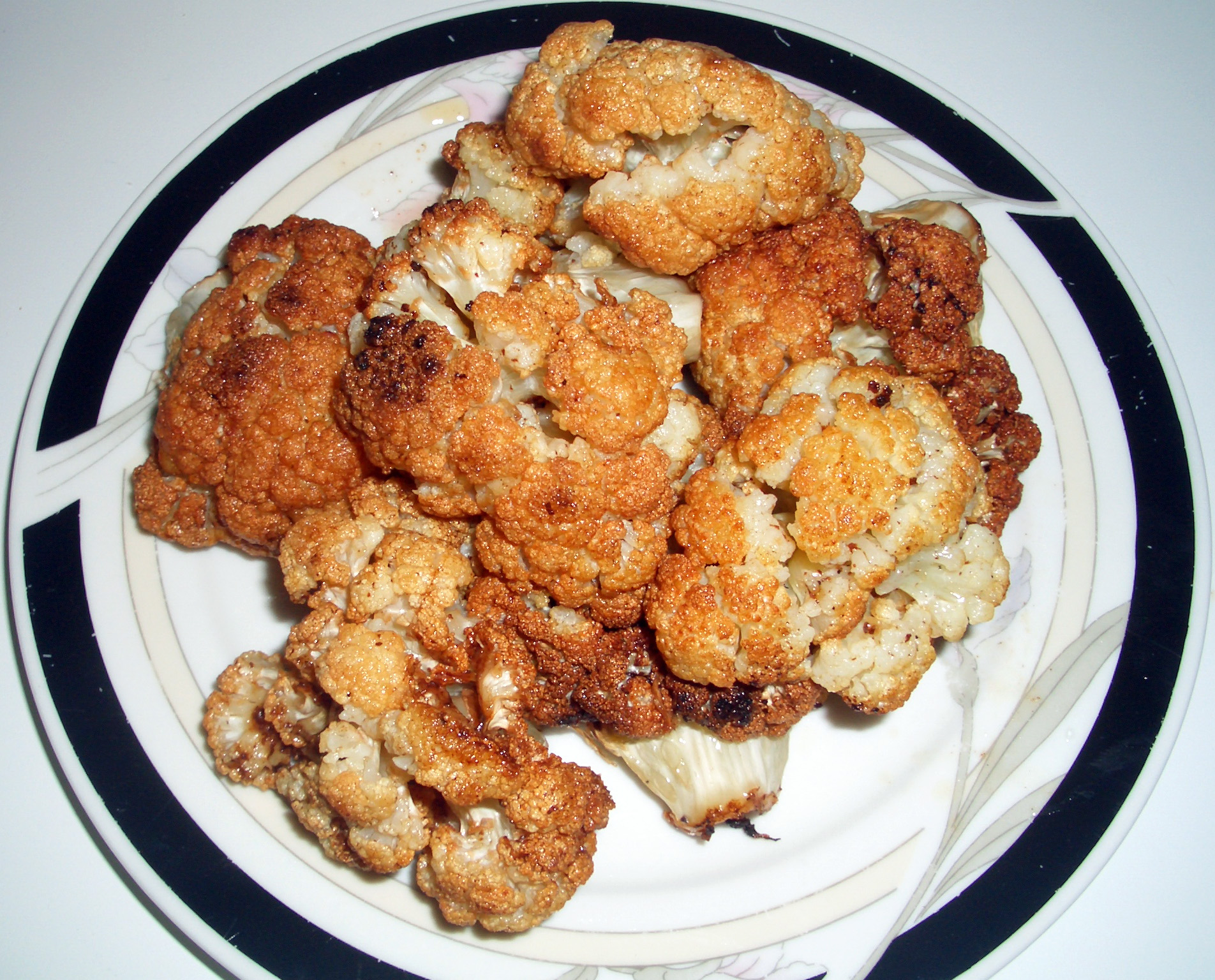
طبق « قرنبيط مقلي ».

## المعلومات الغذائية
يحتوي كل 100غ من القرنبيط، بحسب وزارة الزراعة الأميركية على المعلومات الغذائية التالية:
- السعرات الحرارية: 25
- الدهون: 0.28
- الكاربوهيدرات: 4.97
- الألياف: 2
- السكر: 1.91
- البروتينات: 1.92

## معرض صور

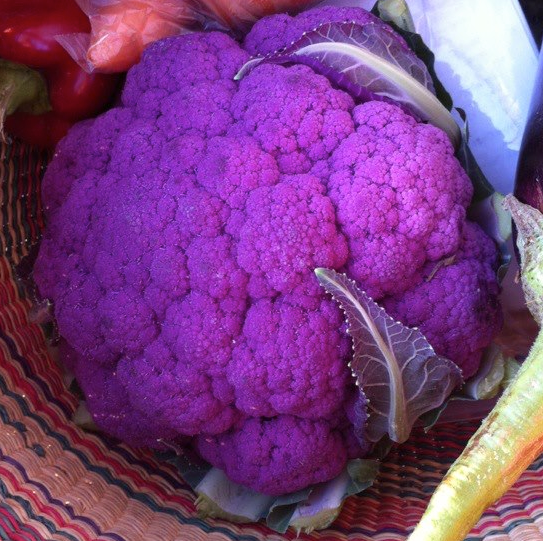
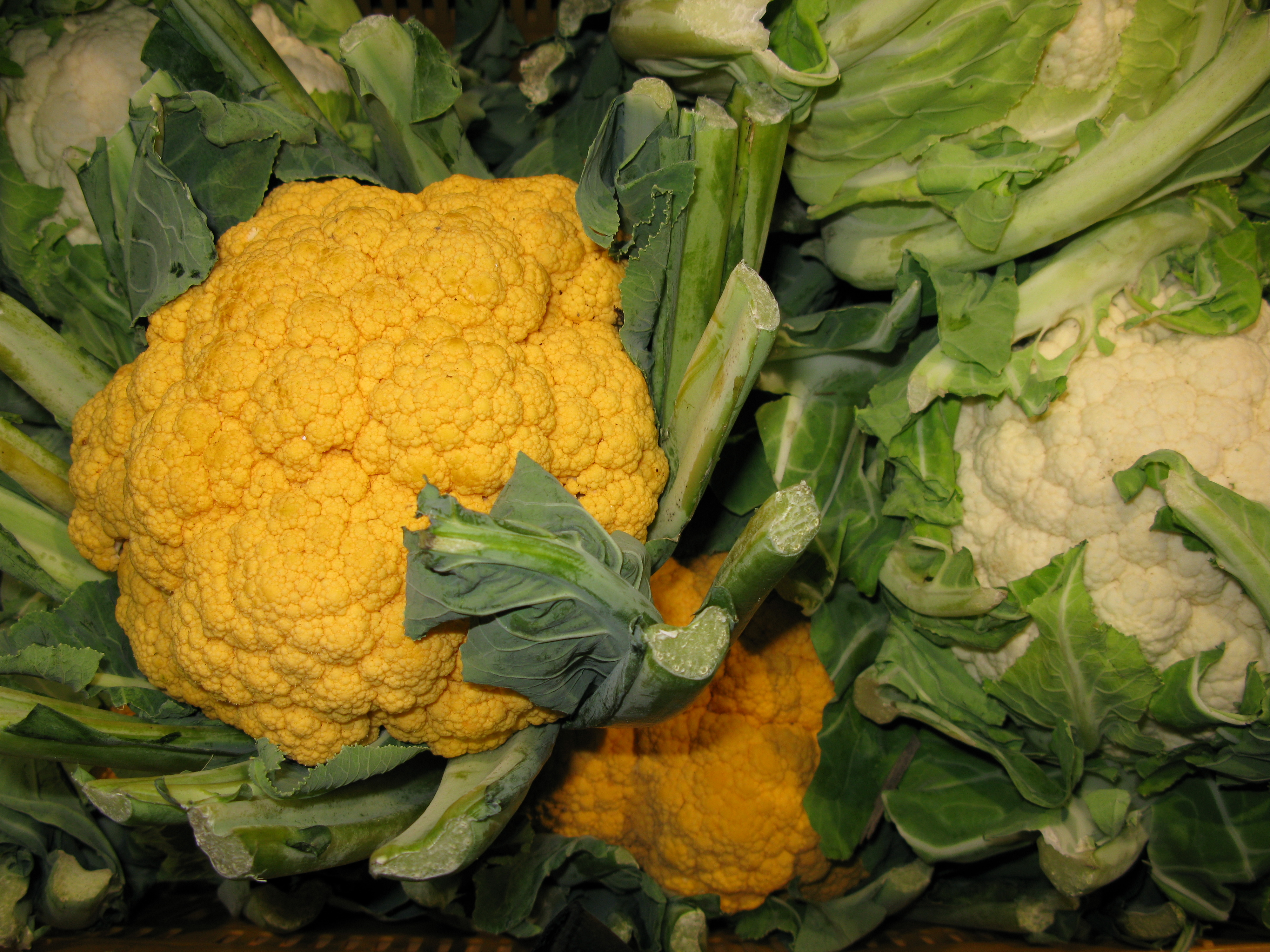
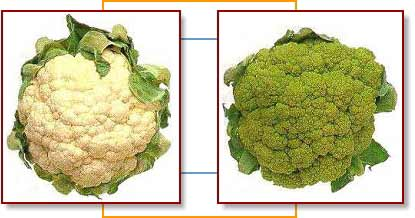
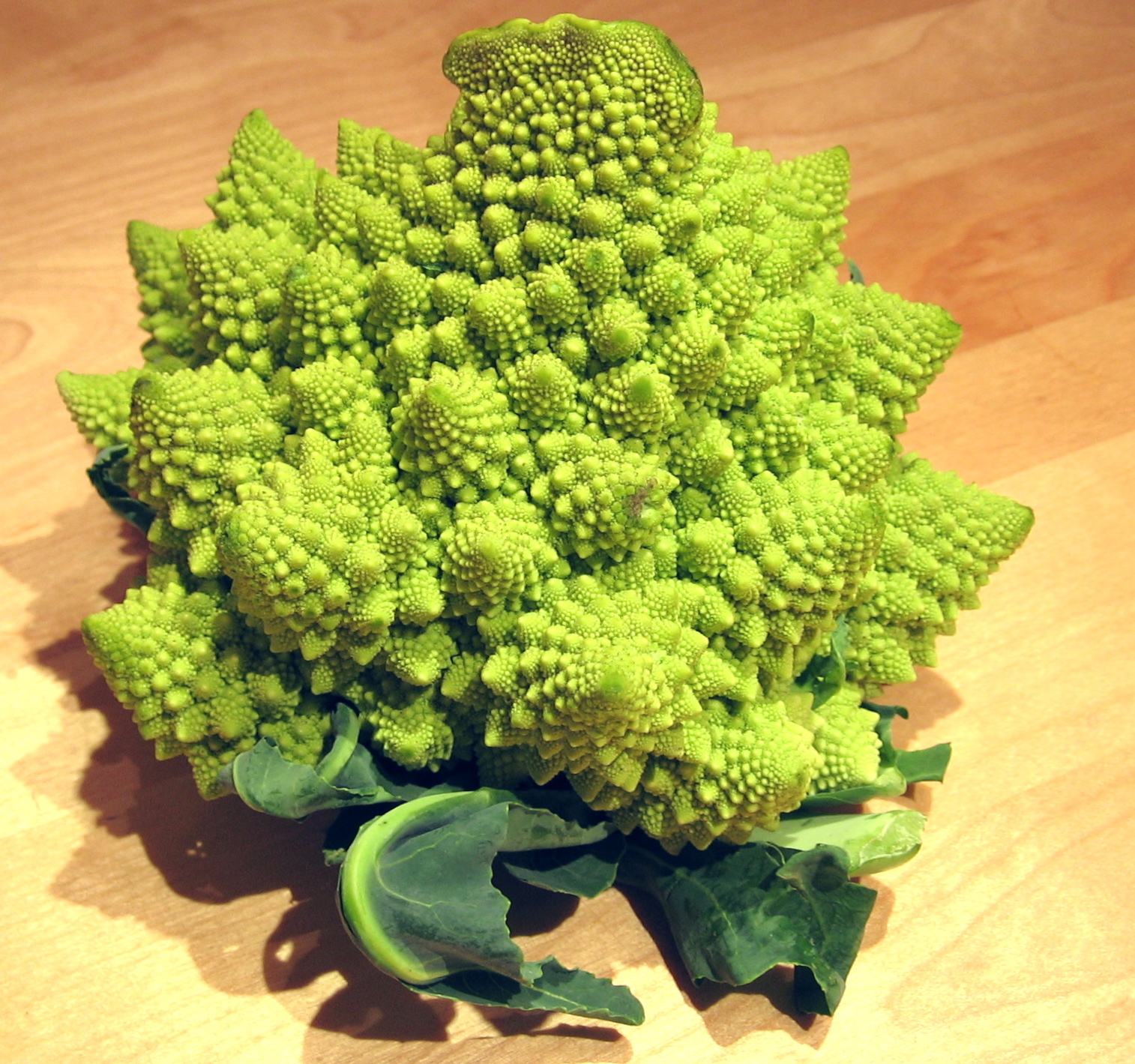